# Peter Marcuse

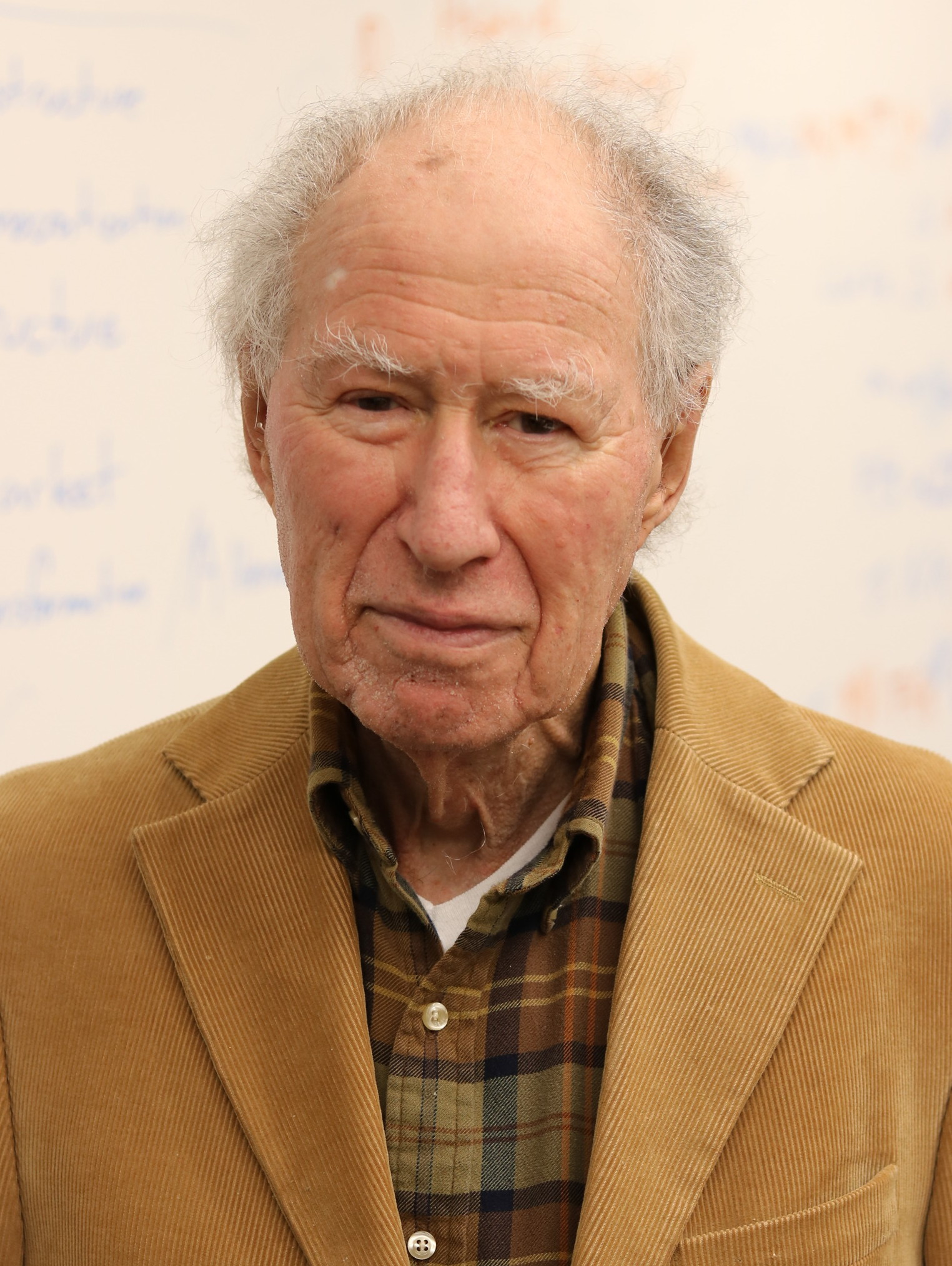
Peter Marcuse (2017)

Peter Marcuse (* 13. November 1928 in Berlin; † 4. März 2022 in Santa Barbara, Kalifornien) war ein deutsch-US-amerikanischer Anwalt und Professor für Stadtplanung.

## Leben
Peter Marcuse wurde am 13. November 1928 in Berlin als Sohn der Mathematikerin Sophie Wertheim und des damaligen Buchverkäufers und späteren Philosophen und Soziologen Herbert Marcuse geboren. Kurz darauf zog die Familie nach Freiburg. Um der Verfolgung durch den Nationalsozialismus zu entgehen, emigrierte die Familie 1933 erst nach Genf und anschließend über Paris in die USA. Dort wuchs Peter Marcuse in Washington, D.C. und Santa Monica auf. 
1948 erwarb er seinen Bachelorabschluss in Geschichte und Literatur des 19. Jahrhunderts an der Harvard University. Im Jahr 1952 erlangte Peter Marcuse seinen Doktor der Rechtswissenschaften Juris Doctor an der Yale Law School und praktizierte anschließend in New Haven und Waterbury als Anwalt. 1963 erlangte er an der Columbia University einen Master in Public Law and Government und 1968 den Master of Urban Studies an der Yale School of Architecture. An der UC Berkeley promovierte er schließlich 1972 zum Thema der Stadt- und Regionalplanung. Anschließend war er bis 1975 an der UCLA als Professor tätig und von 1975 bis 2003 ebenfalls als Professor für Stadtplanung an der Columbia-Universität in New York.
Peter Marcuse heiratete im Jahr 1949 Frances Bessler, die er durch ihre Nebentätigkeit – zum Studium der New York University – als Au-pair bei Franz und Inge Neumann – Freunde und Kollegen seines Vaters – kennengelernt hatte. Sie bekamen die Kinder Irene (* 1953), Harold (* 1957) und Andrew (* 1965).

## Publikationen
- A German way of revolution: DDR-Tagebuch eines Amerikaners. Dietz, Berlin. 1990. ISBN 978-3-320-01683-8.
- Missing Marx : a personal and political journal of a year in East Germany, 1989-1990. Monthly Review Press, New York. 1991.
- Wohnen und Stadtpolitik im Umbruch: Perspektiven der Stadterneuerung nach 40 Jahren DDR. Peter Marcuse und Fred Staufenbiel. Akademie-Verlag, Berlin. 1991. ISBN 978-3-05-001747-1.
- Globalizing Cities. Peter Marcuse und Ronald van Kempen. John Wiley & Sons, New York. 2008. ISBN 978-0-470-71263-4.